# Lijst van voetbalinterlands Algerije - Slovenië
Deze lijst van voetbalinterlands is een overzicht van alle officiële voetbalwedstrijden tussen de nationale teams van Algerije en Slovenië. De landen speelden tot op heden twee keer tegen elkaar. De eerste ontmoeting, een groepswedstrijd tijdens het Wereldkampioenschap voetbal 2010, werd gespeeld in Polokwane (Zuid-Afrika) op 13 juni 2010. Het laatste duel, een vriendschappelijke wedstrijd, vond plaats op 5 maart 2014 in Blida.

## Wedstrijden
| № | Plaats    | Datum        | Competitie        | Wedstrijd           | Uitslag |
| - | --------- | ------------ | ----------------- | ------------------- | ------- |
| 1 | Polokwane | 13 juni 2010 | WK 2010           | Algerije – Slovenië | 0 – 1   |
| 2 | Blida     | 5 maart 2014 | Vriendschappelijk | Algerije – Slovenië | 2 – 0   |

## Samenvatting
| Competitie        | Totaal gespeeld | Winst Algerije | Gelijk | Winst Slovenië | Doelsaldo Algerije – Slovenië |
| ----------------- | --------------- | -------------- | ------ | -------------- | ----------------------------- |
| WK-eindronde      | 1               | 0              | 0      | 1              | 0 − 1                         |
| Vriendschappelijk | 1               | 1              | 0      | 0              | 2 − 0                         |
| Totaal            | 2               | 1              | 0      | 1              | 2 − 1                         |

Wedstrijden bepaald door strafschoppen worden, in lijn met de FIFA, als een gelijkspel gerekend.

## Details

### Eerste ontmoeting
| WK 2010 (Polokwane, Zuid-Afrika, 13 juni 2010): |              | |
| Algerije | 0 – 1        | Slovenië |
| | goals        | 79' Robert Koren |
| Rabah Saâdane | bondscoach   | Matjaž Kek |
| Faouzi Chaouchi Madjid Bougherra Nadir Belhadj Anthar Yahia Rafik Halliche Medhí Lacen Rafik Djebbour 58' Karim Matmour 81' Karim Ziani Hassan Yebda Foued Kadir 82' | opstellingen | Samir Handanovič Mišo Brečko Marko Šuler Boštjan Cesar Robert Koren 84' Valter Birsa Milivoje Novakovič Bojan Jokić 53' Zlatko Dedič Andraž Kirm 87' Aleksandar Radosavljevič |
| Abdelkader Ghezzal 58' Rafik Saïfi 81' Adlène Guedioura 82' | wissels      | 53' Zlatan Ljubijankič 84' Nejc Pečnik 87' Andrej Komac |
| Hassan Yebdar 90+5' | gele kaarten | 35' Aleksandar Radosavljevič 90+3' Andrej Komac |
| Abdelkader Ghezzal 59', 73' | rode kaarten | |

### Tweede ontmoeting
| Vriendschappelijk (Blida, Algerije, 5 maart 2014): |              | |
| Algerije | 2 – 0        | Slovenië |
| El Arbi Soudani 45' Saphir Taïder 56' | goals        | |
| Vahid Halilhodžić | bondscoach   | Srečko Katanec |
| Mohamed Zemmamouche Aïssa Mandi Liassine Cadamuro Madjid Bougherra 63' Faouzi Ghoulam Abdelmoumene Djabou 61' Saphir Taïder 76' Mehdi Mostefa 55' Nabil Bentaleb Islam Slimani 71' El Arbi Soudani 85' | opstellingen | Samir Handanovič 46' Mišo Brečko Branko Ilić Boštjan Cesar 69' Bojan Jokić 58' Josip Iličić 52' Rene Krhin Kevin Kampl Jasmin Kurtić 46' Andraž Kirm 46' Roman Bezjak |
| Medhi Lacen 55' Zinedine Ferhat 61' Rafik Halliche 63' Rafik Djebbour 71' Hassan Yebda 76' Foued Kadir 85' Azzedine Doukha Essaïd Belkalem Ali Rial Djamel Mesbah Adlène Guédioura Yacine Brahimi      | wissels      | 46' Andraž Struna 46' Valter Birsa 46' Tim Matavž 52' Aleš Mertelj 58' Nejc Pečnik 69' Martin Milec Jan Oblak Vid Belec Gregor Balažic Miral Samardžič                |
| Abdelmoumen Djabou 29' | gele kaarten | 45' Mišo Brečko 71' Boštjan Cesar |

FAF · A-internationals · Bondscoaches · Statistieken · Selecties · Algerijns vrouwenelftal · Olympisch elftal · Algerije U21 · Algerije U20 · Algerije U19 · Algerije U18 · Algerije U17
1957 – 1969 · 
1970 – 1979 · 
1980 – 1989 · 
1990 – 1999 · 
2000 – 2009 · 
2010 – 2019 ·
2020 − 2029
WK 1982 · 
WK 1986 · 
WK 2010 · 
WK 2014
OS 1980 · 
OS 2016
1957 · 
1958 · 
1959 ·
1960 · 
1961 · 
1962 · 
1963 · 
1964 · 
1965 · 
1966 · 
1967 · 
1968 · 
1969 ·
1970 · 
1971 · 
1972 · 
1973 · 
1974 · 
1975 · 
1976 · 
1977 · 
1978 · 
1979 ·
1980 · 
1981 · 
1982 · 
1983 · 
1984 · 
1985 · 
1986 · 
1987 · 
1988 · 
1989 · 
1990 · 
1991 · 
1992 · 
1993 · 
1994 · 
1995 · 
1996 · 
1997 · 
1998 · 
1999 · 
2000 · 
2001 · 
2002 · 
2003 · 
2004 · 
2005 · 
2006 · 
2007 · 
2008 · 
2009 · 
2010 · 
2011 ·
2012 ·
2013 ·
2014 ·
2015 ·
2016 ·
2017 ·
2018 ·
2019 ·
2020 ·
2021 ·
2022 ·
2023 ·
2024
Albanië ·
Angola ·
Argentinië ·
Armenië ·
Bahrein ·
Bangladesh ·
België ·
Benin ·
Bolivia ·
Bosnië en Herzegovina ·
Botswana ·
Brazilië ·
Bulgarije ·
Burkina Faso ·
Burundi ·
Centraal-Afrikaanse Republiek ·
Chili ·
China ·
Colombia ·
Congo-Brazzaville ·
Congo-Kinshasa ·
Cuba ·
Denemarken ·
Djibouti ·
DDR ·
Duitsland ·
Egypte ·
Engeland ·
Equatoriaal-Guinea ·
Ethiopië ·
Finland ·
Frankrijk ·
Gabon ·
Gambia ·
Ghana ·
Guinee ·
Guinee-Bissau ·
Hongarije ·
Ierland ·
Irak ·
Iran ·
Italië ·
Ivoorkust ·
Joegoslavië ·
Jordanië ·
Kaapverdië ·
Kameroen ·
Kenia ·
Koeweit ·
Lesotho ·
Libanon ·
Liberia ·
Libië ·
Luxemburg ·
Madagaskar ·
Malawi ·
Maleisië ·
Mali ·
Malta ·
Marokko ·
Mauritanië ·
Mexico ·
Mozambique ·
Namibië ·
Nepal ·
Niger ·
Nigeria ·
Noord-Ierland ·
Oeganda ·
Oman ·
Oostenrijk ·
Peru ·
Polen ·
Portugal ·
Qatar ·
Roemenië ·
Rusland ·
Rwanda ·
Saoedi-Arabië ·
Senegal ·
Servië ·
Seychellen ·
Sierra Leone ·
Slovenië ·
Slowakije ·
Soedan ·
Somalië ·
Sovjet-Unie ·
Spanje ·
Syrië ·
Tanzania ·
Togo ·
Tsjaad ·
Tunesië ·
Turkije ·
Uruguay ·
Verenigde Arabische Emiraten ·
Verenigde Staten ·
Zambia ·
Zimbabwe ·
Zuid-Afrika ·
Zuid-Jemen ·
Zuid-Korea ·
Zweden ·
Zwitserland
België (2014) · 
Chili (1982) · 
Duitsland (2014) · 
Engeland (2010) · 
Oostenrijk (1982) ·
Rusland (2014) ·
Senegal (2019, 2) ·
Slovenië (2010) · 
Verenigde Staten (2010) ·
West-Duitsland (1982) · 
Zuid-Korea (2014)
NZS · A-internationals · Bondscoaches · Selecties · Statistieken · Sloveens vrouwenelftal · Olympisch elftal · Slovenië U21 · Slovenië U20 · Slovenië U19 · Slovenië U18 · Slovenië U17 · Slovenië U16
1991 – 1999 ·
2000 – 2009 ·
2010 – 2019 ·
2020 − 2029
EK's: 1996 · 
2000 · 
2004 · 
2008 · 
2012 · 
2016 · 
2020 · 
2024
WK's: 1998 · 
2002 · 
2006 · 
2010 · 
2014 · 
2018 ·
2022
1991 · 
1992 · 
1993 · 
1994 · 
1995 · 
1996 · 
1997 · 
1998 · 
1999 · 
2000 · 
2001 · 
2002 · 
2003 · 
2004 · 
2005 · 
2006 · 
2007 · 
2008 · 
2009 · 
2010 · 
2011 · 
2012 · 
2013 · 
2014 · 
2015 · 
2016 · 
2017 · 
2018 ·
2019 ·
2020 ·
2021 ·
2022 ·
2023 ·
2024
Albanië ·
Algerije ·
Argentinië ·
Armenië ·
Australië ·
Azerbeidzjan ·
België ·
Bosnië en Herzegovina ·
Bulgarije ·
Canada ·
China ·
Colombia ·
Cyprus ·
Denemarken ·
Duitsland ·
Engeland ·
Estland ·
Faeröer ·
 Finland ·
Frankrijk ·
Georgië ·
Ghana ·
Gibraltar ·
Griekenland ·
Honduras ·
Hongarije ·
IJsland ·
Israël ·
Italië ·
Ivoorkust ·
Joegoslavië ·
Kazachstan ·
Kosovo ·
Kroatië ·
Letland ·
Litouwen ·
Luxemburg ·
Malta ·
Mexico ·
Moldavië ·
Montenegro ·
Nederland ·
Nieuw-Zeeland ·
Noord-Ierland ·
Noord-Macedonië ·
Noorwegen ·
Oekraïne ·
Oman ·
Oostenrijk ·
Paraguay ·
Polen ·
Portugal ·
Qatar ·
Roemenië ·
Rusland ·
San Marino ·
Saoedi-Arabië ·
Schotland ·
Servië ·
Servië en Montenegro ·
Slowakije ·
Spanje ·
Trinidad en Tobago ·
Tsjechië ·
Tunesië ·
Turkije · 
Uruguay ·
Verenigde Arabische Emiraten ·
Verenigde Staten ·
Wales ·
Wit-Rusland ·
Zuid-Afrika ·
Zweden ·
Zwitserland
Algerije (2010) · 
Engeland (2010) · 
Paraguay (2002) · 
Spanje (2002) · 
Verenigde Staten (2010) · 
Zuid-Afrika (2002)